# ザザ・ゴグア
ザザ・ゴグアはジョージア（旧グルジア）の首都トビリシ出身のビオラ奏者で、モスクワ音楽院大学院等卒業後、トビリシ交響楽団のビオラ首席奏者として活躍。ドイツでの演奏活動を経て、1996年に来日。現在は、「アンサンブル神戸」および「ハーモニアス室内管弦楽団」のビオラ首席奏者を務め、大阪音楽大学付属音楽院のヴィオラ講師としても活躍している。、

## 沿革
ジョージア（旧グルジア）の首都トビリシ出身。国立トビリシ音楽院を卒業し、モスクワ音楽院大学院で学び、ユーリ・バシュメットに師事。在学中からグルジア国立室内管弦楽団のビオラ奏者として活動を始め、卒業後はトビリシ交響楽団のビオラ首席奏者として活躍する。また、トビリシ国立芸術アカデミーの専任講師としても教鞭を執る。
ドイツでの演奏活動を経て、1996年に大阪シンフォニカー交響楽団（現・大阪交響楽団）のビオラ首席奏者として来日。1998年には、トビリシ弦楽四重奏団を結成し、毎年演奏会を開催している。現在は、アンサンブル神戸およびハーモニアス室内管弦楽団のビオラ首席奏者を務めるほか、河内長野フィルハーモニックの常任指揮者、大阪音楽大学付属音楽院のヴィオラ講師としても活躍している。

## 受賞・表彰
-

## ディスコグラフィ
- 「Zaza Gogua Viola Album」
- 「ジョージアと日本のかけ橋」などのCDがある。

また、ギターと歌の弾き語りで、
- 「グルジアの夜」
- 「我がトビリシよ」

のフォークソングのCDも制作。
TV番組に出演するなど幅広い音楽活動を行っている。